# Alive Again (Cher)
Alive Again è una canzone della cantante Cher pubblicata l'11 giugno 2002 come terzo ed ultimo singolo sul mercato europeo, estratta dal suo venticinquesimo album Living Proof.

## Video
Il video di Alive Again è stato girato e poi pubblicato solo in Europa. Il video presenta Cher in una stanza blu che canta la canzone mentre appare con molte parrucche colorate.
Il filmato utilizzato per il video era originariamente destinato ad essere utilizzato in una pubblicità per promuovere Living Proof.

## Classifiche
| Classifica (2002)     | Posizione Massima |
| --------------------- | ----------------- |
| Germania              | 27                |
| Regno Unito (airplay) | 17                |
| Romania               | 58                |
| Svizzera              | 80                |